# Daniel I. von Adelon
Daniel I. von Adelon (* vor 1204; † nach 1225) war Herr von Adelon im Königreich Jerusalem.
Er war der Sohn des Dietrich von Termonde († 1206), Konstabler von Konstantinopel, und der Agnes von Gibelet-Besmedin, Herrin von Adelon. Von seiner Mutter erbte er die Herrschaft Adelon. Nach seinem Vater wird er auch Daniel von Termonde genannt.
1225 begleitete er Königin Isabella II. von Jerusalem auf ihrer Überfahrt von Tyrus nach Brindisi, wo sie mit Kaiser Friedrich II. verheiratet wurde.
In erster Ehe war er mit Isabella, der Tochter von Thomas von Maugasteau, verheiratet. Isabella war die Schwester von Philipp, dem Ehemann von Daniels Schwester Maragrethe. Isabella starb kinderlos.
Nach Isabellas Tod heiratete er in zweiter Ehe Agnes von Francleu, Tochter des Gerard de Franco loco. Mit ihr hatte er folgende Kinder:
- Daniel II., sein Nachfolger als Herr von Adelon;
- Agnes, ⚭ Garnier l’Aleman (der Jüngere), Sohn des Haimo l’Aleman;
- Isabella († nach 1260), ⚭ Hugo l’Aleman († vor 1241), Sohn des Garnier l’Aleman (der Ältere)